# Ärztehaus Zillerstraße 13 (Radebeul)
Das heutige Ärztehaus Zillerstraße 13 entstand 1873/1874 als Villa der Gebrüder Ziller. Es war als westliches Pendant zum Gotischen Haus als Eingangssituation in die südliche Zillerstraße, vom Zillerplatz mit seiner Fontäne aus, gedacht.

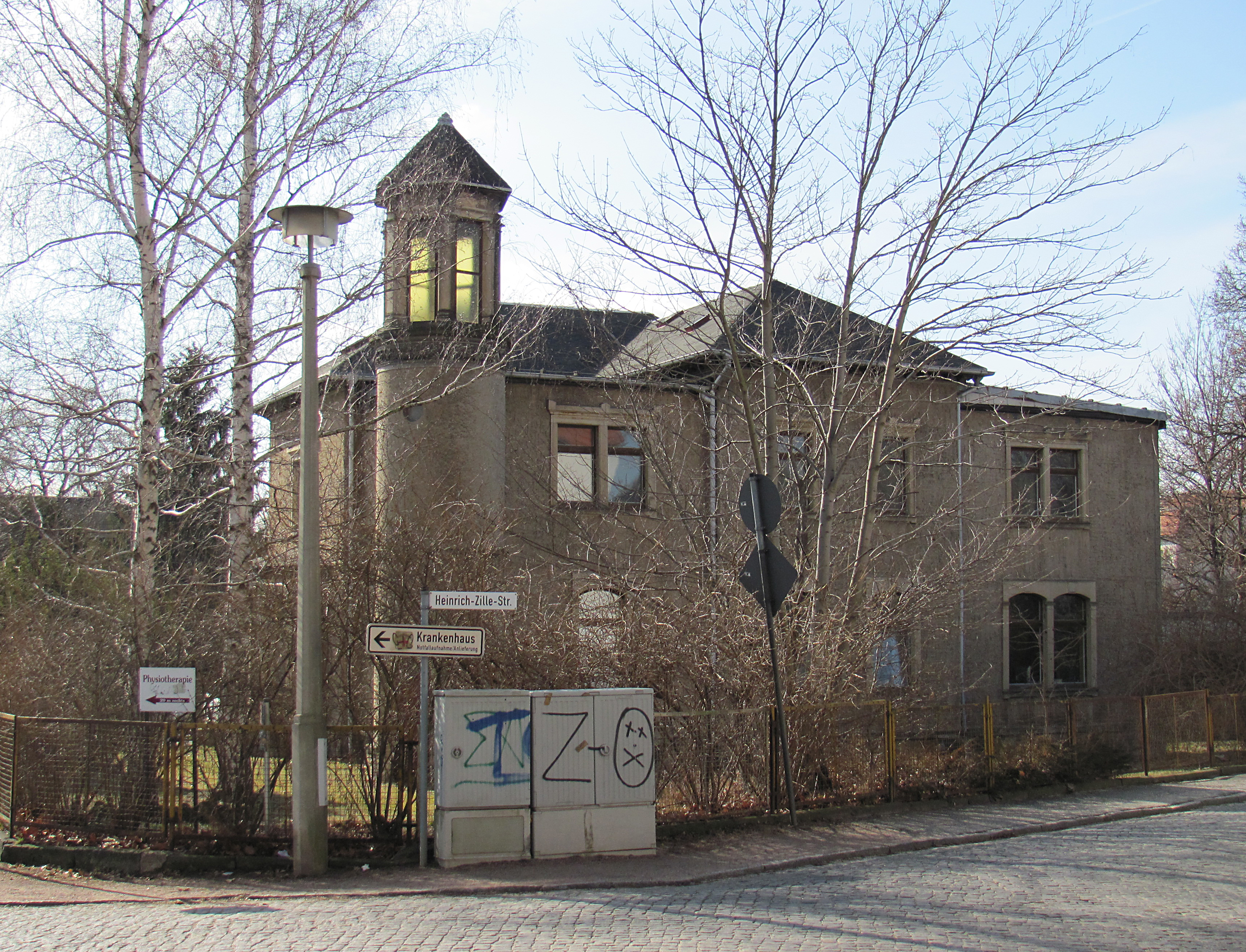
Ärztehaus Zillerstraße 13

Zillerplatz, Foto um 1900. Blick nach Süden in die Zillerstraße. Links das Gotische Haus, rechts die Villa Zillerstraße 13.

## Beschreibung

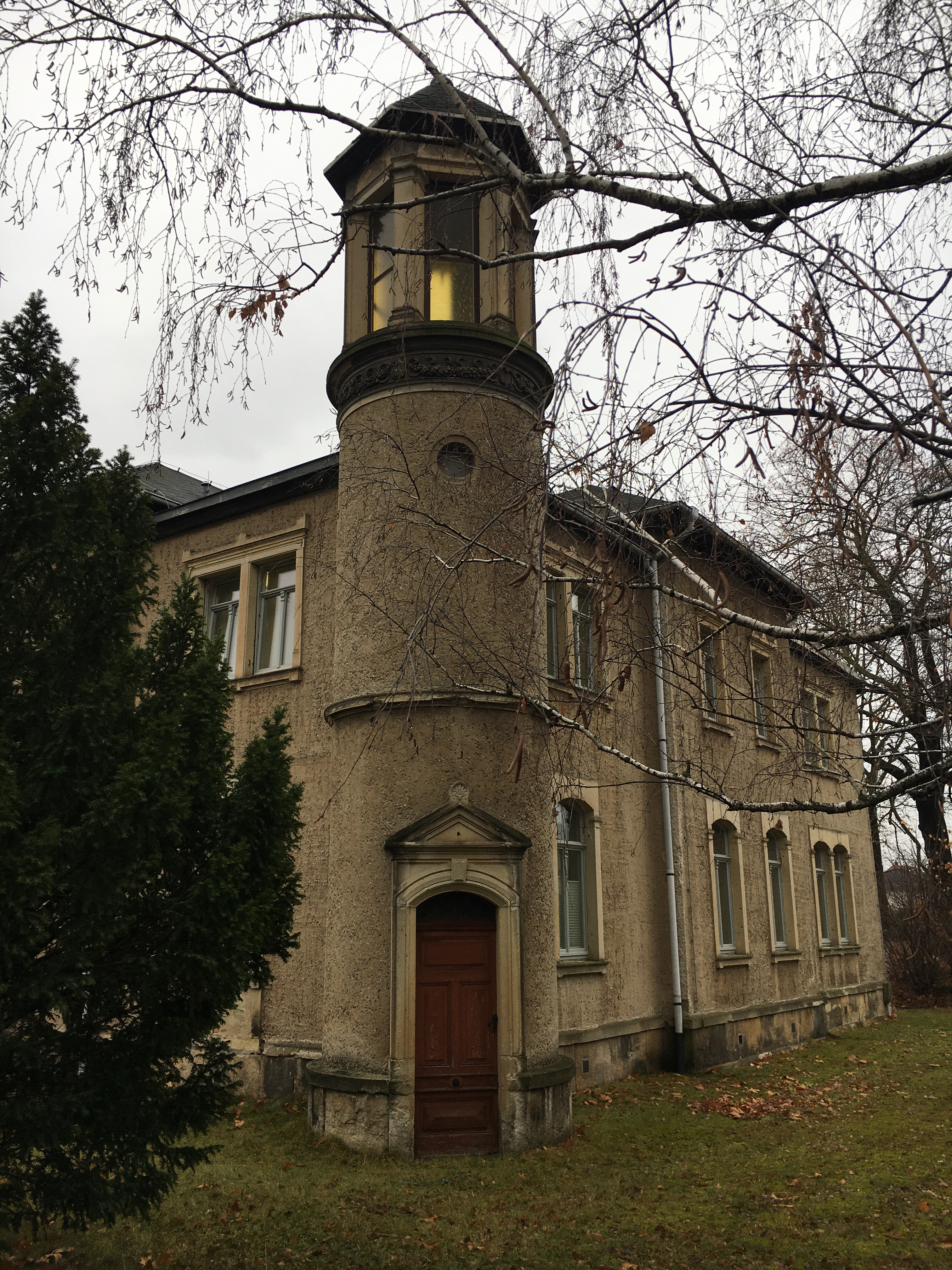
Eckturm im Detail

Gemäß dieser Aufgabe schufen die Zillerbrüder, ähnlich wie beim Auftakt in die Nizzastraße mit den beiden Villen Nizzastraße 6 und Nizzastraße 7, eine „Dominante“ in Form eines die Straßenkreuzung überblickenden, runden Turms. Dieser ist dreigeschossig, und das oberste Geschoss wird durch eine gelblich verglaste, sechseckige Laterne gebildet. Diese wird von verzierten Pfeilern aus Sandstein gestützt und obenauf durch einen verzierten Sims und ein sechseckiges Pyramidendach abgeschlossen. Mittig im Erdgeschoss sitzt ein sandsteingefasster Eingang mit einer Giebelverdachung, im Obergeschoss auf Höhe der Traufkante des sonstigen Gebäudes sitzt ein kleines Rundfenster, das ebenfalls wie der Eingang die Kreuzung überblickt.
Das dahinterliegende Villengebäude hat eine Größe von zwei Fensterachsen zur Zillerstraße und drei Fensterachsen zur Heinrich-Zille-Straße. Die Grundstruktur des zweigeschossigen Baukörpers mit Walmdach stellt sich als T dar, mit dem dreiachsigen Querbalken auf der Rückseite der Heinrich-Zille-Straße und dem Fuß als Mittelrisalit in der Nordfassade. Die zwei fehlenden Ecken werden durch etwas niedrigere zweigeschossige und einachsige Baukörper ausgefüllt. An deren Nord-Ost-Ecke schließt sich der Turm an. Vor der linken Fensterachse der Straßenansicht in der Zillerstraße steht ein eingeschossiger, polygonaler Standerker mit ebensolchem Dach.
Das Gebäude steht auf einem Syenit-Bruchsteinsockel mit Einfassungen aus Sandstein. Die ehemals glatt geputzten Fassaden mit Gesimsen und Putzstrukturen wurden durch groben Ziehputz ersetzt. Die Fenster werden durch Sandsteingewände eingefasst, die im Erdgeschoss stichbogig ausgebildet sind, sich im Obergeschoss dagegen als Horizontalverdachungen mit Akroterien an den Enden und in der Mitte darstellen.

## Geschichte
Im Jahr 1915 wohnte dort zur Miete Gertrud Behrens, Generalswitwe des 1908 verstorbenen Carl Ludwig Max Behrens, mit dem sie zusammen im Familiengrab auf dem Friedhof Radebeul-West liegt, neben der 1912 verstorbenen Schwägerin, der Schriftstellerin Wilhelmine Heimburg.